# Carapinha (cabelo)
|                                                                                                 |  |                                                                      |
| Mulher angolana com cabelo natural em carapinha participando num evento de literacia, em Luanda |  | Cabelo carapinha de Juvénal Habyarimana, antigo presidente do Ruanda |

A carapinha ou cabelo encarapinhado por vezes também designado de cabelo afro e cabelo crespo, é um tipo de cabelo crespo, denso, de espiral bastante estreita, lanoso e geralmente escuro, comum em pessoas negras. Após ter sido negativamente avaliado durante séculos por comparação com padrões de beleza eurocêntricos, em resultado do colonialismo europeu em África e da escravatura, com a emancipação dos povos africanos a carapinha tem vindo a ressurgir nas últimas décadas como ideal estético, intimamente ligado à identidade e à cultura africanas. Embora ainda persista algum preconceito e racismo sistémico associando o uso do cabelo natural carapinha ou em dreadlocks a comportamentos marginais, a situação tem vindo a mudar, com o surgimento de movimentos afirmativos do cabelo natural, assim como da recuperação da cultura tradicional respeitante aos cuidados a ter com este tipo de cabelo.
O termo carapinha tem origem obscura, sendo documentado pelo menos desde 1813. No Brasil a carapinha ou cabelo muito crespo é também designada como pixaim, derivado do tupi apixa'i, com raiz em xain, que significa crespo.

## Estética
A valorização da cultura e da mulher africana está associada à sua estética, e os cabelos revelam a maior expressão desta relação. O cabelo carapinha é uma das características da mulher africana, considerado como padrão de beleza que de várias formas e tamanhos complementa a sua “africanidade”. A carapinha foi celebrada pelo cantor angolano Teta Lando na poesia musicada "Negra de carapinha dura".
Em 2020, o fotógrafo angolano Matamba Kindala Antonio, geralmente conhecido como Wilson Matamba, no mesmo sentido da valorização do cabelo natural carapinha, realizou uma sessão fotográfica com a modelo Lussara Cadete, usando o cabelo natural, em representação das várias mulheres que optaram por amar e aceitar o cabelo afro, valorizando a identidade negra, e a sua cultura, tradição, herança e orgulho.

### Preconceito e racismo sistémico
Com a escravatura e colonização, os africanos foram alvos de mutilação cultural, com os seus hábitos e cultura muitas vezes catalogados como indígenas e marginais pela civilização europeia, e adoptado os padrões estéticos por ela impostos. A visão negativa dos cabelos crespos como parte frágil de negras e negros alimentou, em grande medida, o preconceito racial, sendo visto como desprovido de beleza, levando à frequente obrigação de raspagem dos cabelos dos negros escravizados, em particular as mulheres. Sendo o cabelo era uma das marcas da identidade negra, o ato da raspagem constituía-se como uma mutilação cultural.
Na tentativa de assimilar a cultura ocidental, as mulheres africanas e afrodescendentes iniciaram processos penosos químicos e térmicos visando tornar o seu cabelo igual aos fios lisos das mulheres de pele branca. Estas imposições culturais esboçaram uma espécie de revolução mundial, constituindo toda uma história do cabelo crespo, patente na obra do cientista Willie L. Morrow, 400 Years Without a Comb (em português, 400 anos sem um pente). O livro apresenta a humilhação dos escravos africanos nos Estados Unidos devido ao cabelo crespo, mostrando a forma como os negros viveram na sociedade americana, abordando a invenção do pente, e mencionando a descoberta de processos químicos de preparação de cremes desfrizantes para tornar o cabelo das mulheres negras mais liso, produtos de tal repercussão que até hoje aquele país se destaca na sua produção.
As pessoas com cabelo natural carapinha até hoje são vítimas de racismo sistémico, derivado de uma preferência sistemática pelo padrão do cabelo liso, com efeitos negativos sobre a autoestima e autoimagem. A própria frase "negra de carapinha dura", da poesia de Teta Lando, consegue tornar-se ofensiva, e até mesmo racista, quando expressada com arrogância. Em Angola, o padrão de cabelo liso tem sido frequentemente associado a “boa aparência” por agências de seleção de trabalhadores e empresas de recrutamento como exigência como critério de seleção de empregados ou novos funcionários, influenciando mesmo os concursos angolanos de misses, onde é evidente a existência de um padrão de beleza associado a cabelos lisos e compridos. Esta discriminação leva a que muitas jovens negras cresçam com a autoestima abalada, numa constante busca pela correção do suposto defeito da carapinha, tal como tem sido catalogado pela sociedade.
Também em Moçambique a sociedade ainda não encara o cabelo natural como bonito, existindo preconceito facilmente testemunhável. O cabelo crespo e as dreadlocks são ainda conotados com a marginalidade. Segundo Camila Sequeira e Paco, do grupo "Carapinha do Índico", "quando fazemos um twist ou mesmo trançamos somos olhadas com alguma estranheza".
Tudo que colocamos no nosso cabelo e que provoca peso ou fricção aos fios de cabelo é prejudicial pois provoca a alopécia de tracção, ou seja a queda do cabelo desde a raiz, esclareceu Amélia Cunha que acrescentou ainda que quando o cabelo sai com a raiz não volta a sair naquele local e a solução é apenas o implante de cabelo mediante cirurgia.

### Movimento de afirmação da carapinha
Com o fim da exploração colonial em África, vários movimentos africanos começaram a incentivar o retorno às raízes, passando a apreciar a beleza natural da mulher africana. As tissagens, assim como o movimento Black Power, representam toda uma trajetória de superação e de resistência das mulheres negras africanas, tornando a aceitação do cabelo carapinha numa afirmação da identidade negra, em permanente construção e desafio pela necessidade de imposição das mulheres negras em todos os espaços com os seus cabelos cabelos, a sua cor, e toda a sua maneira de ser e de estar.
Para o antropólogo Fernando Tivane, a nova tendência, no contexto de Moçambique, é um movimento de retorno à identidade africana, reagindo à imposição de uma nova forma de estar dos moçambicanos trazida pelo colonialismo português, fruto da desvalorização dos seus valores culturais. Após a independência ocorreu a chamada “produção do sujeito local”, com características que o povo moçambicano definiu como ideais para si mesmo. No movimento é expressada uma tendência de se reinventar o passado, mas já com lógicas actuais.  As pessoas querem colocar cabelo natural por oposição a alguém com cabelo artificial, de modo a se diferenciarem. No país, com o advento das redes sociais, cresceu o movimento em torno do retorno às raízes, impulsionado por africanos e afrodescendentes, exaltando a beleza negra, e lutando pela sua preservação, em manifestações como o "Manifesto Crespo", "Blak Power", "Black Bárbaros", "Blogueiras Negras", "Carapinha do Índico" e "Naturais de Moçambique". Através das diferentes plataformas de comunicação, estes movimentos despertam nas pessoas o orgulho e a aceitação da carapinha, partilhando experiências e ensinando a cuidar dos cabelos crespos, incentivando de modo geral a criação do cabelo natural negro. O grupo "Carapinha do Índico", movimento composto maioritariamente por mulheres que valoriza e preserva o cabelo natural, sobretudo a carapinha, foi criado em 2014, contando em 2015 com cerca de 2500 membros, que partilham no grupo informações relacionadas à preservação do cabelo natural.
Também em Angola uma crescente onda de blogueiras e youtubers têm vindo a incentivar o uso do cabelo natural, e a sua valorização sem recorrer à criação de estereótipos, buscando todo o contexto histórico do corpo negro e sua identidade.
O movimento de afirmação da carapinha constitui-se, assim, como uma interessante resposta à violência imposta às negras e negros quanto aos padrões de comportamento que deveriam adoptar, determinando à mulher negra, por exemplo, a necessidade de desfrisar o cabelo numa guerra permanente à carapinha. Neste contexto, a poesia ‘Negra de carapinha dura’, de Teta Lando, "é mais do que uma música, é um manifesto sobre este fenómeno e subjacente a uma questão mais estrutural."
Em Moçambique, o jovem empreendedor Cláudio Chipanga, motivado pelo preconceito a que era sujeito, com o uso de cabelo carapinha natural e dreadlocks muitas vezes associado a pessoas de conduta duvidosa, assim como pela pela inexistência de estabelecimentos especializados em cabelo carapinha natural, criou no início da década de 2000, o “Salão Afrocêntrico Carapinha”, especializado no tratamento deste tipod e cabelos. O salão foi baptizado de “Carapinha” com o intuito de valorizar o cabelo natural, em oposição ao paradigma social que então que marginalizava os portadores de carapinha. Inicialmente eram usados produtos com componentes químicos importados da Europa e da África do Sul, vindo a evoluir para a investigação e utilização de algumas formas tradicionais de tratamento de cabelos, como a hidratação.
Para o antropólogo Fernando Tivane, a nova tendência é um movimento de retorno à identidade africana, reagindo à imposição de uma nova forma de estar dos moçambicanos trazida pelo colonialismo português, fruto da desvalorização dos valores culturais moçambicanos. Após a independência houve o que se classificou de “produção do sujeito local”, com características que definimos como ideais para nós.

## Cuidados
Segundo a dermatologista Amélia Cunha, quanto menos forem usados produtos químicos, melhor para a saúde capilar. A aplicação de cremes desfrisantes, em particular, requer uma atenção especial, nunca podendo ser colocado o creme directamente no couro cabeludo, pois pode agredir a pele. Deve ser também evitada a excessiva fricção dos cabelos, que pode levar à queda de fios.

### Hidratação
O lilhelhua ou  lichuechue, nome comum do Dicerocaryum zanguebarium senecioides, planta trepadeira da família Pedaliaceae, comum em Moçambique, é utilizado para a hidratação do cabelo crespo, sendo tradicionalmente usado no lugar do champô.
Camila Sequeira, membro do grupo "Carapinha do Índico", e dona do blog “Naturalíssima”, demonstrou ao Jornal Domingo, de Moçambique, a preparação e cuidados com o cabelo crespo, com base em produtos caseiros. Inicialmente é preparada uma máscara de hidratação de cabelo denominada gesso, composta por uma pasta feita com farinha Maizena, leite fresco e azeite extravirgem. Depois de preparada, a pasta é aplicada nos fios de cabelo, deixando que atue por trinta minutos.

### Brilho
Para que os fios de cabelo fiquem saudáveis e luminosos, existem muitas máscaras feitas à base de banana triturada, da mistura de óleos de rícino, de azeite extravirgem e de óleo de coco.

## Cultura pop
Nos anos 1970, em Portugal, um anúncio televisivo recuperado em 2013 por Nuno Markl no programa 5 para a Meia-Noite do Restaurador Olex usava como propaganda a frase "Um preto de cabeleira loira, e um branco de carapinha, não é natural. O que é natural e fica bem é cada um usar o cabelo com que nasceu", cabelo esse que seria preservado com recurso à utilização do produto.